# Ebbw Vale
Ebbw Vale (en galés: Glyn Ebwy) es una población ubicada en un extremo del valle formado por el Ebbw Fawr tributario del  río Ebbw en Gales. Es la mayor población y centro administrativo del borough de condado de Blaenau Gwent. La zona urbana de Ebbw Valey  y suburbana de Brynmawr tiene en conjunto una población de unos 33,000 habitantes. Posee acceso directo a la carretera A465 y bordea el parque nacional Brecon Beacons.

## Comienzos
Existe evidencia que indica la presencia de humanos en la zona desde hace mucho tiempo.
Y Domen Fawr es un túmulo mortuorio de la Edad de Bronce ubicado próximo al poblado y en Cefn Manmoel se encuentra un hito de demarcación que podría remontarse al neolítico o a la Edad Media.  En tiempos relativamente modernos era una zona rural tranquila de Monmouthshire.  Si bien a comienzos del siglo XVIII solo contaba con 120 habitantes toda la zona de Ebbw Vale sufrió una importante transformación durante la Revolución industrial.

## Manufactura del acero

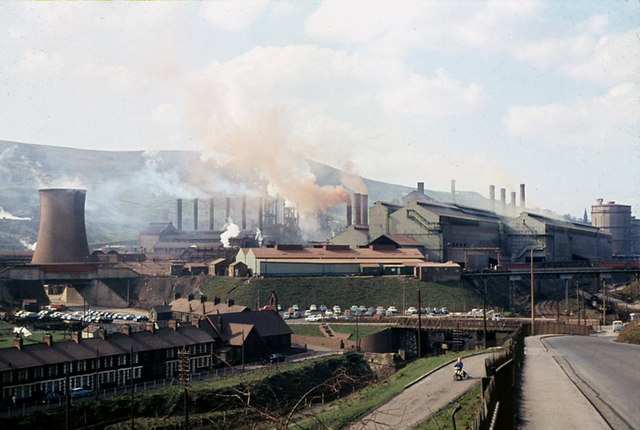
Ebbw Vale Steelworks en 1969, para esta época ya era propiedad de British Steel Corporation.

En 1778 comenzó a operar la acería Ebbw Vale Iron Works, que posteriormente se transformó en Ebbw Vale Steelworks, a lo que se sumó una serie de minas de carbón que se establecieron hacia 1790. Las vías de ferrocarril del Stockton and Darlington Railway fueron fabricadas en Ebbw Vale en 1829.
En su punto de mayor actividad (décadas de 1930 — 1940) las acerías en Ebbw Vale eran las más grandes de Europa, aunque por fortuna no atrajo la atención de los bombarderos alemanes durante la Segunda Guerra Mundial. En la década de 1960 las mismas empleaban 14.500 personas. A fines del siglo XX la industria del acero colapsó en Gran Bretaña. Una huelga en 1980 disparó el cierre de numerosos establecimientos y el despido de personal de muchas de las plantas más antiguas. Para comienzos del 2002 solo 450 personas permanecían empleadas en la industria del acero en Ebbw Vale, y en julio de ese año cerró la última fábrica que permanecía en operación.  En la actualidad no hay acerías ni minas de carbón operativas en la zona.